# Pops Mohamed
Pops Mohamed (* 10. Dezember 1949 in Benoni; eigentlicher Name Ismael Mohamed-Jan) ist ein südafrikanischer Multiinstrumentalist, Jazzmusiker und Musikproduzent.  

## Leben und Wirken
Mohamed wurde in Benoni östlich von Johannesburg geboren. Er wuchs im Stadtteil Kalamazoo auf, der später im Zuge der Apartheid-Politik geräumt und abgerissen wurde. Den Spitznamen Pops erhielt er, weil er als Kind wie Popeye gern Spinat aß. Im Dorkay House in Johannesburg besuchte er Konzerte von Abdullah Ibrahim und Kippie Moeketsi. Mit 14 Jahren wurde er Mitglied der Band The Valiants, der er bis 1971 angehörte. Anschließend hatte er mit der Band Children’s Society den Hit I’m a Married Man. In den späten 1970er Jahren spielte er mit den Jazzmusikern Basil Coetzee und Sipho Gumede in der Band Movement in the City. Von 1979 bis 1984 studierte er Jazz an der Fuba School of Music.
Ab 1981 arbeitete er als Toningenieur, ab 1988 als Schallplattenproduzent. Er wurde bekannt durch vielfältige Verwendung von traditioneller und moderner Stilrichtungen; so behandelt er auf seinem 1996 erschienenen Album How Far Have We Come die Musik der San und verbindet sie mit typischer südafrikanischer Township-Musik, wie Soul, Pop und Kwela. Er beschäftigt sich seit 1986 mit dem Spiel traditioneller Instrumente wie Mundbogen, Musikbogen, Vogelpfeife, Didgeridoo, Lamellophon und Kora, die er ebenso wie moderne Instrumente (Gitarre, Keyboard, Synthesizer) spielt. Sein Spitzname lautet Minister of Music (Musikminister).
Mohamed produzierte Finding One’s Self, ein preisgekröntes Album des Jazzpianisten Moses Taiwa Molelekwa. Er schrieb Songs wie Lolly’s Song und A New Hope!

## Ehrungen
Die Alben Kalamazoo und Sophiatown Society wurden in der Kategorie „Bestes Jazzalbum“ für den südafrikanischen OKTV Award nominiert. Das Album Kalamazoo 3, das Mohamed mit Sipho Gumede aufnahm, wurde für den South African Music Award (SAMA) in der Kategorie Bestes traditionelles Jazzalbum nominiert, ebenso Ancestral Healing.

## Diskografie
- 1975: Black Disco (mit Basil Coetzee und Sipho Gumede)
- 1976: Night Express (mit Sipho Gumede)
- 1978: Black Disco 3 (mit Sipho Gumede)
- 1979: Black Teardrops (mit Basil Coetzee, Sipho Gumede und Robbie Jansen als Movement in the City)
- 1981: Inner City Funk (mit Basil Coetzee und Sipho Gumede)
- 1990: Kalamazoo (mit Sipho Gumede und Basil Coetzee; Sun Music Company)
- 1992: Sophiatown Society (mit Morris Goldberg)
- 1995: Ancestral Healing (Valley Music)
- 1996: How Far Have We Come
- 1996: Music With No Name (M.E.L.T. 2000)
- 1997: Society Vibes (mit McCoy Mrubatha)
- 1997: Timeless (mit Bruce Cassidy)
- 2000: Millennium Experience (mit Zena Edwards)
- 2000: Pops Mohamed Meets the London Sound Collective (M.E.L.T. 2000)
- 2001: Africa Meltdown
- 2002: Yesterday, Today and Tomorrow
- 2002: Kalamazoo 2 (mit Sipho Gumede als Kalamazoo; Sheer Sound)
- 2002: Kalamazoo 3 (mit Sipho Gumede als Kalamazoo; Sheer Sound)
- 2007: Healing Sounds of Mother Africa – An African Ambient Experience (African Cream)
- New Crossings – Kalamazoo 4 (Sheer Sound)
- 2008: The Fucha Rist (Kalamazoo Records)
- Staying in Touch – Kalamazoo 5 (Kalamazoo Records)
- 2009: African Classics (Sheer Sound)

## Lexigraphische Einträge
- International Who's Who in Popular Music. Routledge, London 2002, ISBN 978-1857431612 (2. Aufl.)